# 咸清
咸清（かんせい）は、西遼において蕭塔不煙（感天后）称制の時代に使用された元号。使用年代は不詳。

## 西暦との対照表
| 咸清 | 元年   | 2年    | 3年    | 4年    | 5年    | 6年    | 7年    |
| 西暦 | 1144年 | 1145年 | 1146年 | 1147年 | 1148年 | 1149年 | 1150年 |